# پروتکل‌های کتاب رنگی
پروتکل‌های کتاب رنگی مجموعه‌ای از پروتکل‌های ارتباطی برای شبکه‌های کامپیوتری بود که در دهه ۱۹۷۰ در بریتانیا توسعه یافت. نام هر پروتکل با رنگ جلد سند مشخصات آن تعیین شد. این پروتکل‌ها تا دهه ۱۹۹۰ مورد استفاده قرار می‌گرفتند، تا آنکه مجموعه پروتکل اینترنت فراگیر شد و به عنوان پروتکل غالب مورد استفاده قرار گرفت.

## تاریخچه
این پروتکل‌ها، اولین بار در سال ۱۹۷۵ تعریف شدند، و با کمک تجربه حاصل از کار با سرویس سوئیچ بسته آزمایشی که توسط مخابرات اداره پست انگلستان در سال ۱۹۷۷ اجرا شد، تکامل یافتند. پروتکل‌ها روی شبکه شورای تحقیقات علوم و مهندسی انگلستان در سال ۱۹۸۰ مورد استفاده قرار گرفتند، که در سال ۱۹۸۴ به شبکه دانشگاهی جانت تبدیل شد. همچنین، در سطح بین‌المللی به عنوان اولین استاندارد کامل اکس ۲۵ مورد پذیرش قرار گرفتند، که ثمره‌اش، «چندین سال برتری نسبت به سایر کشورها» برای بریتانیا بود.
از اواخر سال ۱۹۹۱، مجموعه پروتکل اینترنت در شبکه جانت به تصویب رسید و برای مدتی به‌طور همزمان با پروتکل‌های کتاب رنگی عملیاتی شدند، تا اینکه پشتیبانی از پروتکل X.25 به‌طور کامل در اوت ۱۹۹۷ متوقف شد.

## پروتکل‌ها
استانداردها در اسنادی که با رنگ جلد آنها مشخص شده بود، تعریف شدند:

### کتاب صورتی
کتاب صورتی، پروتکل‌هایی را برای انتقال از طریق اترنت تعریف کرد. این پروتکل اساساً لایه سوم از پروتکل اکس ۲۵ بود.

### کتاب نارنجی
کتاب نارنجی، پروتکل‌هایی را برای انتقال از طریق شبکه‌های محلی با استفاده از شبکه کامپیوتری حلقه کمبریج تعریف کرد.

### کتاب زرد
کتاب زرد، پروتکل سرویس انتقال کتاب زرد را تعریف کرد که به عنوان سرویس انتقال مستقل از شبکه نیز شناخته می‌شود، که عمدتاً روی X.25 اجرا می‌شد. این پروتکل در اواخر دهه ۱۹۷۰ توسط واحد پروتکل‌های ارتباطات داده وزارت صنعت توسعه یافت و همچنین می‌تواند روی پروتکل کنترل انتقال اجرا شود.
سرویس انتقال کتاب زرد، تا حدودی به اشتباه نامگذاری شد، چراکه نقش انتقال را در مدل ۷ لایه OSI انجام نمی‌دهد. این پروتکل در واقع به لایه بالای شبکه مربوط می‌شود و در آن زمان، فقدان آدرس‌دهی نقطه دسترسی سرویس شبکه در X.25 را جبران می‌کرد، که تا قبل از نسخه ویرایشی X.25 در سال ۱۹۸۰ وجود نداشت و تا چند سال بعد، قابلیت اجرایی نداشت. پروتکل سرویس انتقال کتاب زرد از مسیریابی منبع برای آدرس‌دهی بین گره‌های پروتکل سرویس انتقال کتاب زرد استفاده می‌کرد؛ در آن زمان هیچ طرح آدرس‌دهی جهانی وجود نداشت.

### کتاب سبز
کتاب سبز، دو پروتکل برای اتصال پایانه‌ها در یک شبکه تعریف می‌کرد: یک نسخه اولیه از آنچه که تریپل-اکس پد فعلی است و روی اکس ۲۵ اجرا می‌شد و پروتکل TS29 که از تریپل-اکس پد الگوبرداری شده بود، اما روی سرویس انتقال کتاب زرد اجرا می‌شد. پروتکل کتاب سبز توسط مخابرات اداره پست انگلستان توسعه یافت و از نظر عملکرد مشابه تلنت بودند.

### کتاب حنایی
کتاب حنائی، پروتکل مدیریت صفحه نمایش ساده را تعریف کرد.

### کتاب آبی
کتاب آبی پروتکل انتقال فایل مستقل از شبکه را که شبیه به پروتکل انتقال فایل اینترنت است، بر روی سرویس انتقال کتاب زرد تعریف می‌کرد. برخلاف پروتکل انتقال فایل اینترنت، این پروتکل برای پردازش دسته‌ای به جای استفاده تعاملی در نظر گرفته شده بود.

### کتاب خاکستری
کتاب خاکستری پروتکل‌هایی را برای انتقال ایمیل تعریف می‌کرد (نه همان‌طور که گاهی اوقات ادعا می‌شود انتقال فایل)، که روی پروتکل انتقال فایل کتاب آبی اجرا می‌شد.

### کتاب سرخ
کتاب سرخ پروتکل انتقال و دستکاری کار را تعریف می‌کرد، مکانیزمی برای انتقال کارها از یک رایانه به رایانه دیگر و برای بازگرداندن خروجی به رایانه اصلی (یا رایانه‌ای دیگر) که از طریق پروتکل انتقال فایل کتاب آبی اجرا می‌شد.

### طرح نامگذاری
یکی از ویژگی‌های معروف پروتکل کتاب رنگی این بود که اجزای نام میزبان از نمادگذاری معکوس نام دامنه در مقایسه با استاندارد اینترنت استفاده می‌کردند. به عنوان مثال، یک آدرس ممکن است اینگونه باشد: com.example.MyProduct

بجای آنکه اینطور نوشته شود:

MyProduct.example.com

### سایر منابع
- A Dictionary of Computing. Oxford University Press, 2004, s.v. "coloured book"